# Amazon MGM Studios
Amazon MGM Studios es una productora y distribuidora de cine y televisión subsidiaria de Amazon. Se especializa en el desarrollo de series de televisión y la distribución y producción de películas. Se inició a finales de 2010. El contenido se distribuye a través de los cines y Prime Video, el servicio de transmisión de video digital de Amazon, y es un competidor de servicios como Netflix y Disney+.

## Visión de conjunto
Guiones para televisión y películas solían enviarse en línea a Amazon y ser leídos por el personal; sin embargo, el sitio web declara que ya no aceptan envíos. Amazon tenía como objetivo revisar los guiones enviados dentro de  90 días (aunque el proceso puede ser más largo). Si se elegía un proyecto para su desarrollo, se pagaba al escritor $10000. Si se seleccionaba un guion desarrollado para su distribución como película de presupuesto completo, se pagaba al creador $200000; si se seleccionaba para su distribución como una serie de presupuesto completo, se pagaba al creador $55000, así como «hasta el 5% de los ingresos netos de Amazon por licencias de juguetes y camisetas, y otras regalías y bonificaciones».
En 2008, Amazon se expandió a la producción cinematográfica, produciendo la película The Stolen Child con 20th Century Fox. En julio de 2015, Amazon anunció que había adquirido la nueva película de Spike Lee, Chi-Raq, como su primera película original de Amazon.
Amazon Studios también lanzó su primera y única serie de cómics, Blackburn Burrow, en 2012, como descarga gratuita. Contenía una encuesta que permitía a Amazon recopilar comentarios para determinar si valía la pena convertir el cómic en una película.
Amazon Studios había recibido más de 10000 presentaciones de guiones de largometrajes para septiembre de 2012 y 2700 programas piloto de televisión en marzo de 2013; 23 películas y 26 series de televisión estaban en desarrollo activo en marzo de 2013. A finales de 2016, reorganizó su división de películas en Prime Movies.
El 27 de julio de 2017, se anunció que, a partir del lanzamiento de Wonder Wheel en diciembre de 2017, Amazon Studios sería su propia empresa de distribución. Anteriormente, Amazon Studios había dependido de múltiples estudios externos para distribuir sus proyectos. La compañía también adquirió los derechos de televisión globales de El Señor de los Anillos por 250 millones de dólares, y en 2022 lanzará la serie The Lord of the Rings: The Rings of Power. Sin embargo, Amazon todavía tiene clientes de distribución externos fuera de los Estados Unidos, como Elevation Pictures en Canadá, así como Warner Bros. y StudioCanal en el Reino Unido y Francia.
En abril de 2018, Amazon Studios anunció que ya no aceptarán presentaciones abiertas de guiones. En septiembre de 2020, Amazon firmó un acuerdo general con Francesa Sloane.

### Reconocimientos
En 2015, Transparent fue el primer programa producido por Amazon Studios en ganar un premio importante y el primer programa producido por un servicio de streaming que ganó el Globo de Oro a la mejor serie - Comedia o musical. En 2017, para Manchester by the Sea, Amazon Studios se convirtió en el primer servicio de streaming en ser nominado para el Óscar a la mejor película; la película fue nominada para un total de seis Premios Óscar, ganando dos: Mejor actor para Casey Affleck y Mejor guion original para Kenneth Lonergan. La película Forushandeh (2016) ganó el Óscar a la mejor película en lengua extranjera; fue dirigida por Asghar Farhadi y distribuida en los Estados Unidos por Amazon Studios. En 2018, la serie de televisión de comedia dramática y drama histórico, La maravillosa Señora Maisel, protagonizada por Rachel Brosnahan, ganó dos Globos de Oro (Mejor serie - Comedia o musical y Mejor actriz de serie de televisión - Comedia o musical para Brosnahan) y cinco Premios Primetime Emmy, incluyendo Mejor serie de comedia y Mejor actriz - Serie de comedia para Brosnahan.